# Meristolohmannia chinensis
Meristolohmannia chinensis är en kvalsterart som först beskrevs av Bulanova-Zachvatkina 1960.  Meristolohmannia chinensis ingår i släktet Meristolohmannia och familjen Lohmanniidae. Inga underarter finns listade i Catalogue of Life.